# Acolomorpha minuta
Acolomorpha minuta är en stekelart som beskrevs av Alan Parkhurst Dodd 1914. Acolomorpha minuta ingår i släktet Acolomorpha och familjen Scelionidae. Inga underarter finns listade i Catalogue of Life.